# Trio élégiaque n. 1 (Rachmaninov)
Il Trio élégiaque n. 1, in sol minore (in russo Элегическое трио?), è una composizione di Sergej Vasil'evič Rachmaninov per pianoforte, violino e violoncello.

## Storia della composizione
Il trio fu scritto dal 18 al 21 gennaio del 1892 a Mosca, quando il compositore aveva diciannove anni. L'opera venne eseguita per la prima volta il 30 gennaio seguente da Rachmaninov stesso al pianoforte, David Krejn al violino ed Anatolij Brandukov al violoncello nel corso del primo concerto ufficiale del compositore durante il quale egli eseguì anche i suoi Due pezzi per violoncello e pianoforte; l'esecuzione ebbe grande successo, a detta dei contemporanei. Tuttavia, per cause sconosciute, il lavoro non venne pubblicato da Rachmaninov. Il manoscritto della partitura, creduto perduto per più di cinquant'anni, era stato invece conservato da M. A. Slonov, un amico del compositore, e, dopo la sua morte, fu consegnato dagli eredi al Museo Statale Centrale di Cultura Musicale (attualmente denominato Museo nazionale russo di musica). Il trio è privo di numero d'opus, e venne pubblicato per la prima volta nel 1947. 

## Struttura della composizione
L'opera è strutturata in un unico movimento nella classica forma-sonata. L'esposizione è costituita da dodici episodi che vengono riproposti simmetricamente nella ripresa. Il tema elegiaco è presentato nella prima parte in Lento lugubre dal pianoforte, per poi passare al violino ed al violoncello con continue variazioni di tempo (Più vivo - Con anima - Appassionato - Tempo rubato - Risoluto), per finire come marcia funebre. Nonostante la sua giovane età, nella virtuosistica parte pianistica Rachmaninov diede prova della sua abilità a coprire un ampio spettro di sonorità diverse.